# Straßenbahn Granada
Das Straßenbahnnetz von Granada war ein von 1904 bis 1974 betriebenes, meterspuriges System des öffentlichen Verkehrs in der spanischen Stadt Granada und deren Umgebung mit einer Streckenlänge von knapp 100 Kilometern.

## Geschichte

### Innerstädtische Straßenbahnen
Der erste Antrag für eine Straßenbahnkonzession in und um Granada kommt 1854 vom französischen Unternehmer Alphonse Loubat, der Granada mit Jaén verbinden will. Weitere Versuche aus den Jahren 1875, 1878 und 1892 bleiben ergebnislos.
Erst 1896 wurde eine erste Konzession von den nahe beieinanderliegenden Bahnhöfen der CFA und CCHSE bis zum Gaswerk und den Zuckerfabriken von San José und Santa Juliana erteilt. In der Folge wurde die Firma Tranvías de Granada mit einem Gesellschaftskapital von 300.000 Peseten gegründet. Die Stadtverwaltung unterstützte auch dieses Vorhaben, gewährte Steuerbefreiung für 20 Jahre und empfahl Elektro- statt Dampftraktion. 1898 erfolgte die Übertragung der Konzession auf einen Pariser Bankier, der sie im Januar 1900 an die Brüsseler Firma Tranways de Grenade et de Murcie weiterreicht. Wegen Bedenken hinsichtlich des geplanten Rollmaterials aus Frankreich und finanzieller Schwierigkeiten stockten die im Februar 1901 auf der Plaza Nueva begonnenen Bauarbeiten bereits im Dezember 1901 wieder.  Am 8. März 1904 bekam Nicolás de Escoriaza die nun auf Elektrotraktion ausgerichtete Konzession samt zusätzlicher Nebenstrecken zur Plaza Nueva und zum Paseo de la Bomba übertragen, die er in die von ihm 1903 gegründete Firma Tranvías Eléctricos de Granada S. A. (TEGSA) einbrachte. Die 1904 beantragte Konzession für eine Dampfstraßenbahn von Granada zu dessen Bahnhöfen und weiter bis Santa Fe wurde am 22. Januar 1913 ebenfalls der TEGSA zugeteilt (Bauzeit 3 Jahre, Laufzeit anschließend 60 Jahre).
Die erste Linie nahm am 7. Juli 1904 den Betrieb auf einer Länge von 931 Metern zwischen Cocheras, Puerta Real und Plaza Nueva auf, es folgen die Linien von der Puerta Real zum Paseo de la Bomba und zum Gaswerk sowie vom Humilladero zur Zuckerfabrik Santa
Juliana. Nach anderen Angaben wird am 7. Juli 1904 gleich die Verbindung vom Paseo de la Bomba zum Bahnhof in Betrieb genommen, denen im gleichen Jahr noch die Abschnitte vom MZA-Bahnhof zur alten Stierkampfarena, vom Humilladero nach Santa Juliana und von der Puente Real zum Gaswerk Lebon folgen.
Aufgrund des hervorragenden Geschäftsergebnisses für das Jahr 1904 wurde im März 1905 die Expansion in die Umgebung sowie der Bau eines Wasserkraftwerkes mit einer Leistung von 1.000 PS beschlossen. Die Bauarbeiten werden vom Ingenieur Alfredo Velasco Sotillo geleitet, der 1908 geschäftsführender Direktor des Unternehmens wird. Neben Personen befördert das Unternehmen auch Güter, so Kohle vom Bahnhof zum Gaswerk.
1912 wird ein umfassendes Ausbauprogramm beschlossen, das innerstädtisch eine neue, zweigleisige Strecke durch die Gran Vía de Colon (1.830 m) und das zweite Gleis der Strecke zu den Wagenhallen (Cocheras) (972 m). Weitere innerstädtische Ausbaumaßnahmen erfolgten nicht. Insgesamt liegen 1954 innerstädtisch schließlich Gleise mit einer Länge von 20.581 m.

### Zahnradbahn zur Alhambra
Bereits früh wird eine Anbindung der Alhambra geplant, zuerst mit einer am Darro startenden Seilbahn zur Plaza de Los Angeles durch das Unternehmen Edmond-Fage, dessen Konzession aber mangels Erfüllung erlischt und am 23. Januar 1900 an die Tranways de Grenade et de Murcie vergeben wird, von wo sie zu Nicolás de Escoriaza kommt.
Dieser präferiert eine Zahnradbahn anstelle der Seilbahn, wofür er am 12. September 1905 die Konzession erhält. Am 22. Dezember 1907 wird eine zweigeteilte Strecke in Betrieb genommen. Im Anschluss an eine konventionelle Straßenbahnstrecke von der Plaza Nueva über die Calle Molinos und die Cuesta del Caidero bis zur Vistillas de los Angeles folgt eine 558 bzw. 600 Meter lange Zahnradbahnstrecke System Riggenbach mit einer Steigung zwischen 6 und 13 % über die Calle Antequeruela Baja und am Hotel Alhambra Palace vorbei bis zum Paseo de los Mártires. Im ersten Betriebsmonat werden bereits 20.000 Fahrgäste befördert.

### Überlandnetz

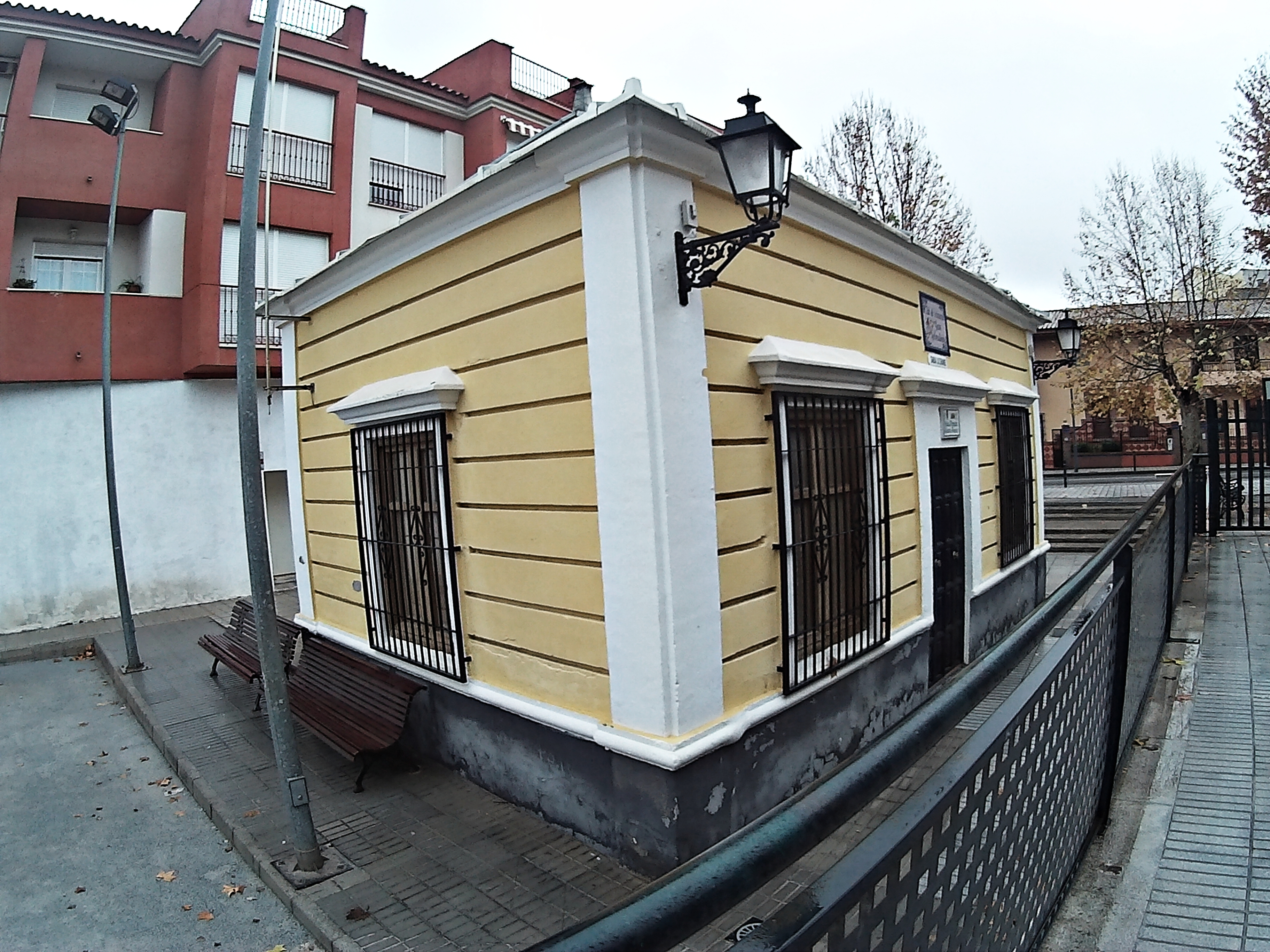
Ehemaliges Empfangsgebäude an der Strecke Gabia-Alhendín

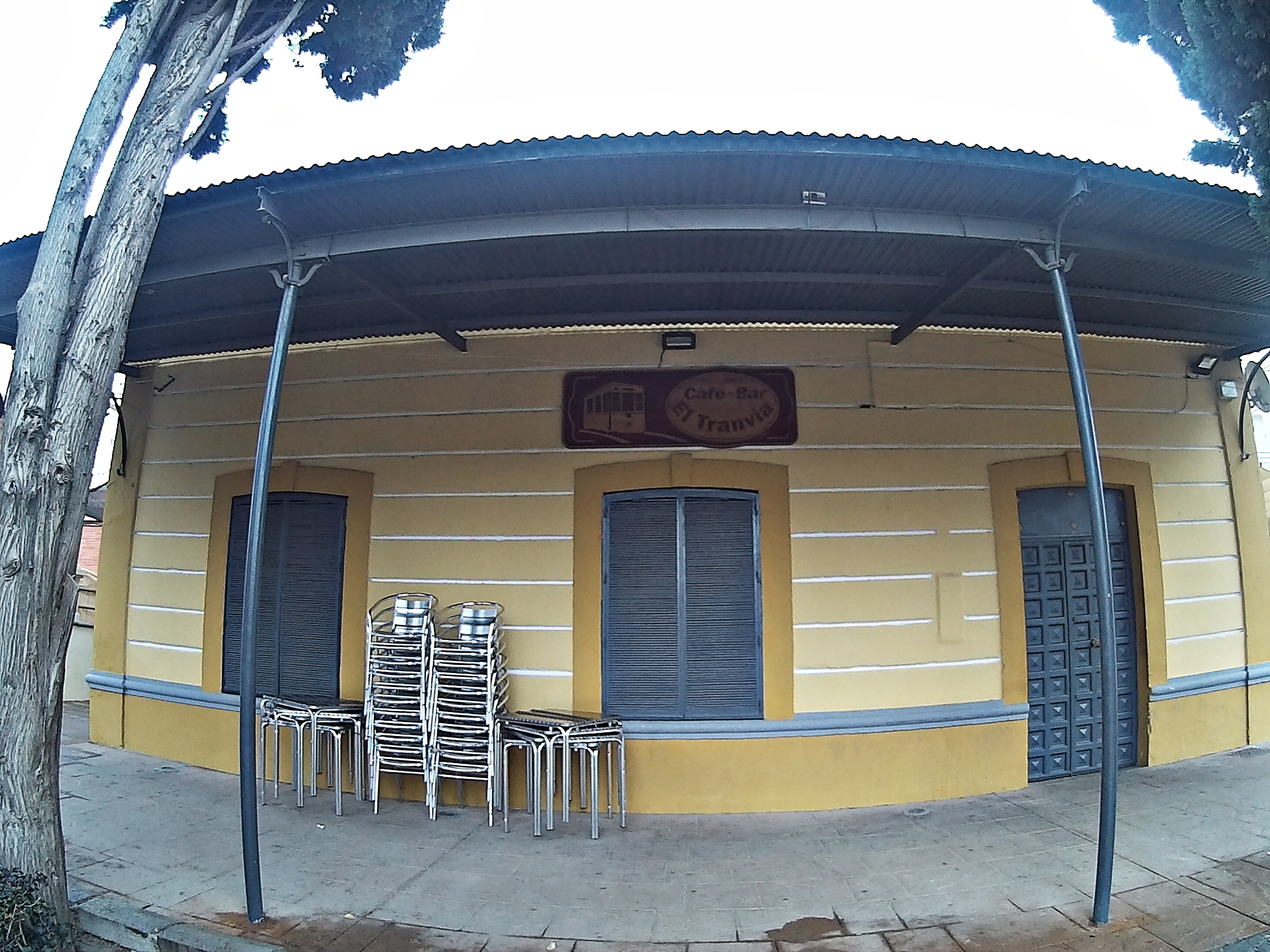
Ehemaliges Empfangsgebäude der Straßenbahn in Alhendín.

Nachdem das innerstädtische Netz einigermaßen vollständig war, begann die TEGSA, sich für die Anbindung der Umgebung Granadas, der Vega de Granada, zu interessieren. Bei ungefähr gleicher Bevölkerungszahl wie in der Stadt selbst und den absehbaren Warentransporten erwartete man ausreichende Erträge. Als erste wurde hier am 2. April 1910 die Strecke nach Armilla eingeweiht.
Zum 1912 zeitgleich mit der Sitzverlegung nach Granada beschlossenen Ausbauprogramm  gehörten die Strecken
- von Armilla über Churriana de la Vega nach Gabia Grande[2][Anm. 1][1] (4.706 m; Eröffnung 1912[3])
- über Maracena (2.733 m; 23. März 1914[2]), Atarfe (1914,[3] nach anderer Quelle[2] 24. Dezember 1917; hier schloss eine Feldbahn zur Zuckerfabrik Nuestra Señora de la Salud an[4]) und Albolote nach Pinos Puente (14.292 m; 19. Oktober 1918[2], nach anderer Quelle[1]1941)
- nach Santa Fe (9.774 m; 19. September 1914,[2][1] ursprüngliche Konzession als Dampfstraßenbahn während des Baus in Elektrotraktion umgewandelt)
- von Santa Fe nach Chauchina (4.835 m; 1918, nach anderer Quelle[2] 29. Januar 1919) und nach Gabia Grande (5.852 m, wohl nicht realisiert)
- nach La Zubia (5.120 m; 1922,[1] nach anderer Quelle[2] 30. April 1921)

Santa Fe war wohl Ausgangspunkt für Anschlussbahnen zu den Zuckerfabriken La Purisima (5.715 m, für 428.318 Pts, Konzession vom 23. April 1917) und Nueva Rosario (7.099 m, 504.743 Pts), wobei unklar ist, ob diese realisiert wurden.
Alle nach 1914 in Betrieb gegangenen Erweiterungsstrecken als Sekundäreisenbahn und nicht als Überlandstraßenbahn konzessioniert. Grund dafür war, dass sich TEGSA wegen der längeren Laufzeit der Konzession (99 statt 60 Jahre) trotz der höheren Kosten aufgrund des Kaufs der für den Streckenbau erforderlichen Flächen eine höhere Gesamtrendite versprach.
Ambitioniertestes Ausbauprojekt war die geplante direkte Schienenverbindung zum südlich von Granada gelegenen Hafen von Motril. Nach Erhalt der entsprechenden Konzession und Bauarbeiten wird 1922 bzw., nach anderer Quelle am 16. Februar 1921 der Abschnitt von Armilla nach Alhendín eröffnet, dem am 10. Februar 1923 die Verlängerungen nach El Padul und am 18. Juli 1924 weiter nach Dúrcal folgen. Dabei wurde für den Abschnitt ab Padul (ggf. auch bereits ab Alhendín) eine Oberleitungsspannung von 1200 V vorgesehen, um die für den erwarteten starken Güterverkehr erforderliche Leistung übertragen zu können. Für die Querung des Tales des Flusses Dúrcal war der größte Kunstbau des Netzes nötig, eine fast 200 m lange Brücke. Der Weiterbau der Strecke von Dúrcal bis Motril erwies sich wegen des tief eingeschnittenen Tales des Lecrín und der zu überwindenden großen Höhendifferenz (782 m) als schwierig und zu teuer, weshalb Durcal Endpunkt der Strecke blieb und Alternativen für die Verbindung nach Motril gesucht wurden.
Die Konzession für eine weitere Ergänzung des öffentlichen Streckennetzes nach Westen wurde am 1. März 1929 ebenfalls bewilligt, diese sollte bei Kilometer 1,534 von der Strecke nach Fuente Vaqueros abzweigen und bis Láchar führen.
Letzte Streckeneröffnung war die Verlängerung von Chauchina nach Fuente Vaqueros, die 1941 bzw., nach anderen Quellen am 9. August 1939, in Betrieb genommen wurde (Konzession vom 7. Januar 1929, allerdings ohne garantierte Verzinsung). Insgesamt wurden Strecken mit einer Gesamtlänge von 98,6 Kilometern für den Transport von Personen und Gütern, vor allem für die Zuckerindustrie der Umgebung, gebaut.
Infrastruktur und Rollmaterial nahmen im spanischen Bürgerkrieg keinen Schaden, allerdings kam es während und nach dem Kries zu nicht unerheblichen Auswirkungen auf die Beschäftigten durch Repressionen. Und es wurde zunehmend schwieriger, Ersatzteile oder auch neue Schienen oder neuen Fahrdraht zu beschaffen. Da die Transportnachfrage nach Kriegsende zunahm und neue Fahrzeuge am Markt nicht erhältlich waren, wurden Fahrzeuge der stillgelegten meterspurigen Straßenbahn aus Madrid übernommen.

### Seilbahn Durcal – Motril
Da sich das Unternehmen den Bau einer Strecke von Durcal nach Motril nicht leisten konnte, beschloss TEGSA, auf eine neue Technologie auszuweichen und eine Seilbahn zu bauen. Die Konzession für diese erste dem öffentlichen Verkehr dienende Güterseilbahn Spaniens erhielt TEGSA am 25. März 1926. Da die Arbeiten durch die Firma Dipar S. A. bereits 1924 begonnen hatten, erfolgte die Eröffnung am 17. April 1927. Aufgrund einer Vereinbarung mit dem Bergbauunternehmen Minas de Hierro de Conjuro wurde ab der Zwischenstation Órgiva ein Abzweig in die Alpujarras Altas gebaut, über den im Jahr 1930 150.000 Tonnen Erz zum Hafen transportiert wurden. Die Länge der Seilbahn betrug 38.865 m, nach anderer Angabe in der gleichen Quelle einschließlich des Abzweigs zur Mine 33.406 m.

### Niedergang
Nicht nur, aber vor allem aufgrund des negativen Deckungsbeitrages der Seilbahn verschlechterte sich die wirtschaftliche Lage der TEGSA ab 1922 drastisch. Der Plan aus dem April 1932, die Zinszahlung auf die Anleihen einzustellen, wurde aufgrund einer Vereinbarung mit den Gläubigern nicht durchgeführt. Im Juni 1944 wurde der Betrieb der Zahnradbahn zur Alhambra eingestellt. Im Sommer 1948 folgte die Seilbahn, da sie die in sie gesetzten Erwartungen nie erfüllte und ihr Betrieb defizitär war. Daraufhin verbesserte sich die wirtschaftliche Lage für mehrere Jahre, aber nicht dauerhaft. Grund war, dass die Kosten, vor allem die Löhne, schneller stiegen als die staatlich reglementierten Fahrpreise, zudem standen Privatfahrzeuge zunehmend in Konkurrenz zur Straßenbahn.
Entsprechend der Forderung der Stadtverwaltung von Granada aus dem Jahr 1961 wurde 1963 der innerstädtische Straßenbahnbetrieb auf Busse umgestellt, dennoch wurden nach der gleichen Quelle sowie einer weiteren für 1965 die folgenden innerstädtischen Linien bedient:
- 7 Puerta Real – Vistillas de los Angeles
- 8 Plaza Nueva – Avenida Cervantes
- 9 Puerta Real – Gran Vía de Colón – Cocheras
- 10 Puerta Real – Calle Alhóndiga – Triunfo (Linie mit dieser Nummer verkehrt auch 1967 noch)[6]
- 11 Paseo de la Bomba – Andaluces (Linie mit dieser Nummer verkehrt auch 1967 noch)[6]
- 12 Calle de San Antón – Gran Vía de Colón – Andaluces
- 13 Puerta Real – Gran Vía de Colón – Vía de las Angustias.

Damit wäre, bis auf wenige kurze Abschnitte, nach wie vor das gesamte Netz in Betrieb gewesen.
Zumindest einige Abschnitte innerhalb der Stadt, die zur Anbindung der Außenstrecken an Werkstatt und Wagenhalle notwendig sind – welche, ist unklar – wurden auch nach Einstellung des innerstädtischen Betriebs befahren. Für 1965 wurden die folgenden Überlandlinien genannt:
- 1 Granada – Durcal (30 km, Zwischenbahnhöfe: Armilla, Alhendin, Otura, Padul, Llanos)
- 2 Granada – Pinos Puente (18 km, Zwischenbahnhöfe: Maracena, Albolote, Atarfe, San Fernando, Baños de Sierra Elvira)
- 3 Granada – Fuente Vaqueros (20 km, Zwischenbahnhöfe: San Isidro, Puente de los Vados, Santa Fe, Jau, Chauchina)
- 4 Granada –- Gabia Grande (10 km, Zwischenbahnhöfe: Armilla, Churriana de la Vega, La Gloria)
- 5 Granada – La Zubia (9 km, Zwischenbahnhöfe: El Último, Huétor Vega, Puente Monachil, Cájar)
- 6 Granada – Maracena

1969 wurde der gesamte Güterverkehr eingestellt.
Im Frühjahr 1971 kündigte TEGSA die Umstellung der peripheren Überlandverbindungen auf Busverkehr an und beantragte die Aufhebung der entsprechenden Konzessionen. Auch die restlichen Konzessionen wurden gekündigt und zum 1. August 1971, nach anderer Quelle erst 1972, von den staatlichen Ferrocarriles de Vía Estrecha (FEVE) übernommen. Diese bzw. ihr Vorgänger Explotación de Ferrocarriles por el Estado (EFE) verantwortete bereits seit 1931 die Betriebsführung beim von Granada nach Osten in die Sierra Nevada führenden Ferrocarril Elétrico de la Sierra Nevada.

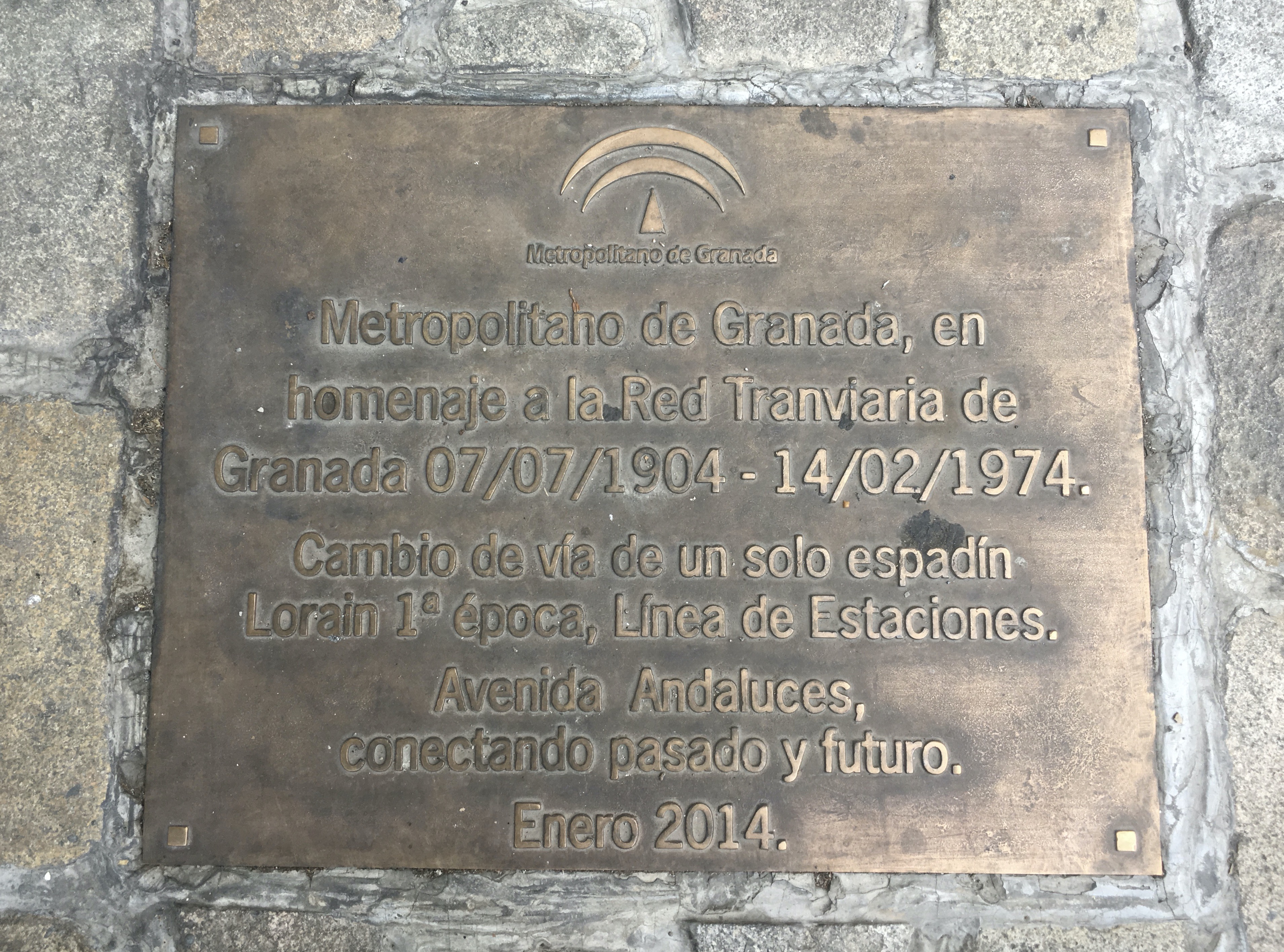
Erinnerungsplakette an die Straßenbahn in der Avenida Andaluces.

Im Gegensatz zu anderen, auf FEVE übergegangenen Nebenbahnen wie in Valencia, Barcelona oder im Baskenland kam es in Granada nicht zu den erforderlichen Investitionen. Und als die Stadtverwaltung die vollständige Einstellung des Straßenbahnverkehrs beantragte, erfolgte diese zum 14. Februar 1974. Anschließend wurden Fahrzeuge und Material für 112 Millionen Peseten an das Madrider Unternehmen García Arquero y Trasorras versteigert. Heute sind nur noch wenige Reste, vorrangig Bauwerke oder Teile des Planums, zu sehen.

## Unternehmen
Am 24. Dezember 1903 gründete Nicolás de Escoriaza die Firma Tranvías Eléctricos de Granada S. A. (Tegsa) mit Sitz in Saragossa. Zum Gesellschaftskapital von 950.000 Pts kamen 1.000.000 Pts in 2.000 Schuldverschreibungen zu je 500 Pts, nach anderen Angaben belief sich das Gesellschaftskapital auf 1 Million Pts bzw. 3 Millionen Pts. Die Familie Escoriaza betrieb in Saragossa eine große mechanische Werkstätte, die vorrangig Eisenbahnbedarf herstellte.
Aufgrund des hervorragenden Geschäftsergebnisses für das Vorjahr wurde im März 1905 die Erhöhung des Gesellschaftskapitals auf 3 Millionen Pts (1920 weiter auf 5,25 Millionen Pts erhöht) beschlossen.

## Nachfrage
1906 wurden 697.937 Fahrzeugkilometer geleistet und 39.958 Tonnen an Gütern sowie 2.293.737 Fahrgäste (im Schnitt 6.284 pro Tag) befördert, davon 1.335.173 auf der Strecke nach San Lázaro, 677.494 auf der nach de la Bomba, 193.384 auf der nach Santa Juliana und 187.679 auf der nach las Vistillas. 1907 kommen weitere Einnahmen durch den Verkauf nicht benötigter Energie hinzu.
Aufgrund der starken Konzentration auf die Bedürfnisse der Wirtschaft im Bereich des Güterverkehrs bei gleichzeitiger leichter Vernachlässigung der innerstädtischen Strecken gehört TEGSA zeitweise zu den größten der Branche und war das profitabelste Unternehmen des Bereichs in der Unternehmensgruppe Escoriaza.

## Infrastruktur
Die Strecken waren grundsätzlich eingleisig mit Ausweichen, lediglich innerstädtisch war die Ost-West-Achse von der Avenida de Cervantes über den Paseo de la Bomba und die Calle Carrera de la Virgen bis zur Calle Reyes Católicos zweigleisig, nach dem Ausbau ab 1912 verlängert über die Gran Vía de Colón und die Avenida Calvo Sotelo bis zum Beginn der Umfahrung des Blocks, in dem Werkstatt und Wagenhallen lagen.
Anfangs wurden 19 km Oberleitung mit einem Fahrdraht mit einem Durchmesser von 8,25 mm eingesetzt.
1922 wurden für 12.802 m Gleis Schienen des Typs Phönix mit einem Gewicht von 38 kg/m und, einschließlich der Zahnradbahnstrecke, für 4.298 m Vignolschienen von 23 kg/m aufgeführt.
Die Schienen der Zahnradstrecke kamen von der AHV, die Zahnstangen mit einem Metergewicht von 59 kg von Fonderies de Bern und die Oberleitungsmasten von der Sociedad de Construcciones Metálicas aus Linares.

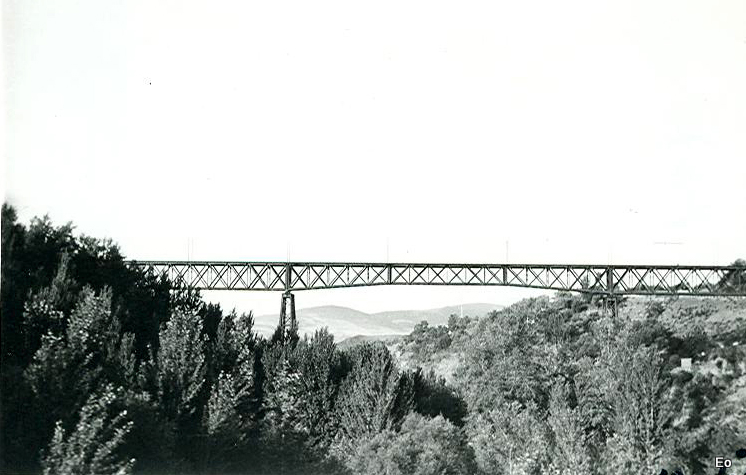
Puente de Lata nahe Dúrcal

Größtes Einzelbauwerk des Netzes war die Puente de Lata genannte, imposante Stahlfachwerkbrücke über das Tal des Dúrcal. Diese konnte gebraucht von der Compañía de los Caminos de Hierro de Granada (Baza-Guadix), die ebenfalls im Besitz der Familie Escoriaza war, gekauft werden. Für die Bahnstrecke von Baza nach Guadix wurde sie nach einer Neutrassierung nicht mehr benötigt. Die Brücke war 188 m lang und 53 m hoch.

### Energieversorgung
Um die Versorgung mit elektrischer Energie sicherzustellen, beantragte und erhielt TEGSA die Konzession für die Nutzung eines Wasserfalles (Fallhöhe 187 m) in Monachil 7 km außerhalb von Granada. Dort wurde ein Wasserkraftwerk mit drei Maschinenanlagen mit einer Leistung von je 500 PS errichtet. Da nur 80 % der produzierten Energie für den Straßenbahnbetrieb benötigt wurde, konnte der Rest verkauft werden und sorgte so für zusätzliche Einnahmen. Nach anderen Quellen wurde das Kraftwerk für 750.000  bzw. 760.000 Pts, von der Firma Eléctra de la Vega Granadina errichtet, die ebenfalls der Familie Escoriaza gehörte. Es hatte eine Leistung von 1,22 MW und war zusätzlich mit Bleiakkumulatoren ausgestattet.
In Granada wurde ein Unterwerk mit drei Transformatoren zu je 140 kW errichtet. Im Zuge der Ausdehnung des Streckennetzes kamen später ein weiteres Unterwerk mit einer Leistung von 129 kW in Santa Fe und ein drittes in Padul für die Versorgung der Strecke nach Durcal dazu. Letzteres war ursprünglich für eine Versorgungsspannung von 1.200 V ausgelegt, wurde aber später, als die Verlängerung nach Motril aufgegeben wurde, auf 600 V umgebaut.
Nach einer Karte gab es drei Kraftwerke (Durcal, La Purisima und Sierra Nevada) sowie Unterwerke in Atarfe, Granada, Otura, Padul Santa Fe.

## Fahrzeuge
Für die Betriebsaufnahme wurden bei Carde y Escoriaza aus Saragossa 12 Motorwagen beschafft. Die Motoren vom Typ E58 lieferte General Electric (Leistung: 27 PS), die Fahrzeuge waren mit B18-Steuergeräten ausgestattet und konnten daher elektrisch bremsen. Um auch die Überlandlinien bedienen zu können, wurden 1914 fünf weitere Motorwagen ohne Zahnradantrieb beschafft, so dass insgesamt 19 Zweiachser zur Verfügung standen.
Dazu kamen zwei Motorwagen für die Zahnradstrecke zur Alhambra, die anfangs als Nr. 14 und 15  beschriftet sind. Einer davon wird späöter zur Nr. 16. Geliefert werden sie wieder von Carde y Escoriaza, wobei der mechanische Teil einschließlich der Laufwerke von der Schweizerischen Lokomotiv- und Maschinenfabrik (SLM) stammt. Die Fahrzeuge verfügten über drei Bremssysteme (elektrisch, elektromagnetisch, manuelle Spindelbremse), wogen jeweils 12 Tonnen und wurden von zwei Motoren der Thomson-Houston Electric Company mit je 54 PS angetrieben.
1930 bestellte TEGSA bei Carde y Escoriaza acht Triebwagen, 1940 wurden weitere sechs geliefert wurden. Zudem wurden die vorhandenen Fahrzeuge im Rahmen der Möglichkeiten in den eigenen Werkstätten neu aufgebaut (erst erneut mit Holz-, später mit blau gestrichenem Metallaufbau) und, u. a. mit gummigefederten Radreifen, modernisiert.
Im Zuge der Betriebseinstellung der meterspurigen Tranvías de Madrid übernahm TEGSA 1942 20, nach anderer Quelle 21 der dorthin in zwei Losen 1944–1946 und 1951–1958 gelieferten, von Fiat in Lizenz gebauten PCC-Wagen (cangrejos). Von diesen kommen nach einer Generalüberholung in Granada aber lediglich 14, Nummerierung beginnend bei 40, und nur auf den innerstädtischen Linien zum Einsatz. 1967 sind diese nicht mehr vorhanden. Kurz vor der Betriebseinstellung sind acht vierachsige Triebwagen mit gelbem (Nr. 21, 27, 29, 34–37, 39) und 12 mit blauem (Nr. 20, 22–24, 26, 28, 30–33, 38) Aufbau vorhanden.
Lediglich Wagen 1 ist bei einer Privatperson in Ejea de los Caballeros bei Saragossa noch erhalten, die zeitweise in der Stadt ausgestellten Fahrzeuge gehörten zum Ferrocarril Elétrico de la Sierra Nevada.